# Adam Ndlovu
Adam Ndlovu (26 giugno 1970 – Cascate Vittoria, 16 dicembre 2012) è stato un calciatore zimbabwese, di ruolo attaccante.

## Biografia
Ha un fratello calciatore, Peter Ndlovu. È deceduto il 16 dicembre 2012, in seguito ad un incidente stradale in cui è rimasto coinvolto anche il fratello.

## Caratteristiche tecniche
Era un centravanti.

## Carriera

### Club
Ha cominciato a giocare in patria, all'Highlanders, squadra in cui ha militato fino al 1993. Nel 1993 si è trasferito in Svizzera, al Kriens. Nel 1996 è passato al Delémont. Nel 2000 ha giocato per il Zurigo. Nel 2001 è tornato in patria, all'Highlanders. Nel 2002 è stato acquistato dal Moroka Swallows, squadra sudafricana. Nel 2003 è passato al Dynamos. Nel 2004 si è trasferito al Free State Stars, con cui ha concluso la propria carriera nel 2005.

### Nazionale
Ha debuttato in Nazionale nel 1992. Ha partecipato, con la maglia della Nazionale, alla Coppa d'Africa 2004.

## Palmarès

### Club

#### Competizioni nazionali
- Coppa Svizzera: 1

Zurigo: 2000-2001
- Campionato di calcio dello Zimbabwe: 2

Highlanders: 2001, 2002
- Zimbabwe Cup: 1

Highlanders: 2001